# Coupe de l'Indépendance (Maroc)
Pour l’article homonyme, voir Coupe de l'Indépendance.
La Coupe de l'Indépendance du Maroc est une ancienne compétition de football, organisée une seule fois par le comité provisoire de la FRMF en partenariat avec le Service de la Jeunesse et des Sports (SJS) sous l'égide de la LMFA. Elle a réunie les équipes des différentes divisions du championnat du Maroc (dont la division corporatif aussi) et s'est faite jouée en 1956 aux mois de mars et avril.
Le WAC remporte le titre en battant l'ASTP en finale, 2-0, le 7 avril, jour de l'indépendance du Maroc.

## Histoire
Création de la compétition
Depuis le 2 mars 1956 (jour où le Maroc accède à son indépendance et se trouve confronté dès lors à de nombreux enjeux d'ordre politique, économique et social (parachèvement de l'intégrité territoriale et stabilisation de la situation intérieure), s.m. Mohammed ben Youssef, alors sultan du Maroc et futur premier-roi du Maroc moderne (le titre de roi remplace celui de sultan en 1957), qui a déjà repris son trône le 16 novembre 1955, a donné l'idée de faire une compétition sportive de football qui réunira toutes les équipes du pays pour fêter cette occasion, événement de l'indépendance du Maroc. Et c'est de ce fut donc que monsieur Mohamed Lyazidi (dernier président de la LMFA et président-fondateur de la FRMF) en partenariat avec le Service de la Jeunesse et des Sports (SJS) ont déclarés ensemble le projet de cette nouvelle compétition sous l'altesse royale du sultan et du prince héritier Moulay Hassan.
Programme de la competition
Organisée par le comité provisoire de la FRMF, cette compétition s'est lancée donc au mois de mars 1956 avec la participation de toutes les équipes marocaines qui font partie de la LMFA et s'est faite jouée dans tout le Maroc, tandis que la rencontre finale a vue le jour du 7 avril 1956, à Rabat au stade Belvédère, et c'est monsieur feu Allal El Fassi qui a eu l'honneur de donné le trophée au capitaine de l'équipe vainqueur, le WAC.

## Compétition
La Coupe de l'Indépendance du Maroc est une ancienne compétition de football, à élimination directe, organisée une seule fois par le comité provisoire de la nouvelle fédération royale (FRMF) en partenariat avec le Service de la Jeunesse et des Sports (SJS) sous l'égide de la ligue marocaine en 1956, du mars jusqu'au mois d'avril.
Après la demande du sultan Mohammed ben Youssef de faire jouée un tournoi au but de fêter l'indépendance du Maroc, tout d'abord, une idée est venue de l'apart de feu monsieur Boucetta, concernant les équipes n'ayant jamais joués en honneur, pour avoir la chance de pouvoir réalisé la montée en élite, mais aussi pour remplir le vide qu'avaient laissés les équipes dessous, ainsi qu'après l'accept d'augmenter le nombre des équipes jusqu'à 16.
Le projet est en fin réussi grâce aux efforts de pleins des dirigeants dont par exemple feu monsieur Lyazidi, Antifit, Benjelloun, Bennani, Cherkaoui... etc. Et c'est de ce fut donc qu'elle a vue la participation de toutes les équipes des différentes divisions du championnat du Maroc dont la division corporatif et même aux équipes libres aussi ayant adhéré à la LMFA, notamment :
- Wydad AC : champion du Maroc en titre de la Division Honneur
- Tihad AS : champion du Maroc en titre de la Division Pré-honneur et détenteur de la Coupe d'Ouverture
- OJ Ouezzane : champion du Maroc en titre de la 1re Division
- AS Travaux Publics : champion du Maroc en titre de la Division Corporatif[2]
- Fath US : détenteur en titre de la Coupe d'Élite
- USM Berkane : détenteur de la Coupe de la Ligue de l'Est
- Charaf Hay Akkari : finaliste en titre de la Coupe du Trône
- KAC Marrakech : vice-champion du Maroc en titre de la Division Honneur
- Maghreb AS : vice-champion du Maroc en titre de la Division Pré-honneur
- Rabita EIP : vice-champion du Maroc en titre de la Division Corporatif

## Déroulement

### Trente-deuxièmes de finale
| Date   | Équipe 1           | Résultat | Équipe 2      | Lieu         |
| ------ | ------------------ | -------- | ------------- | ------------ |
| 4 mars | Tihad AS           | 5-0      | Tabac SC      | Casablanca   |
| 4 mars | Wydad AC           | 5-0      | Amal SE       | Casablanca   |
| 4 mars | Racing AC          | 3-0      | ASÉ Souss     | Agadir       |
| 4 mars | US Marocaine       | 3-1      | Étoile JSC    | Casablanca   |
| 4 mars | US Safi            | 5-0      | SA Marrakech  | Safi         |
| 4 mars | HUS Agadir         | 2-1      | ASP Safi      | Agadir       |
| 4 mars | KAC Marrakech      | 3-1      | MC Marrakech  | Marrakech    |
| 4 mars | USD Meknès         | 1-1 ap   | OC Meknès     | Meknès       |
| 4 mars | MC Oujda           | 11-0     | Hilal AN      | Nador        |
| 4 mars | CS Marocain        | 2-0      | AS Salé       | Salé         |
| 4 mars | Fath US            | 1-0      | Chorok PL     | Port-lyautey |
| 4 mars | SCC Roches Noires  | 2-1      | Fédala SC     | Fédala       |
| 4 mars | Rajah CA           | 2-0      | AS Nassr      | Casablanca   |
| 4 mars | AS Travaux Publics | 2-1      | AS Ismâilïa   | Meknès       |
| 4 mars | Maghreb AS         | 3-0      | Wydad AF      | Fès          |
| 4 mars | OJ Ouezzane        | 3-0      | CAY Berrechid | Berrechid    |
| 4 mars | Rabita EIP         | 3-2      | AS Marrakech  | Marrakech    |
| 4 mars | ASCO Marocain      | 11-1     | US Petitjean  | Petitjean    |
| 4 mars | QI Casablanca      | 3-1      | ASC Oujda     | Oujda        |
| 4 mars | DH Mazagan         | 1-1 ap   | Rapide COZ    | Mazagan      |
| 4 mars | Rachad CM          | 3-0      | ASPTT Fès     | Fès          |
| 4 mars | US Fès             | forfait  | AS Zidanïa    | Meknès       |
| 4 mars | MA Tanger          | 6-1      | SC Taza       | Tanger       |
| 4 mars | OC Youssoufia      | forfait  | Fath OS       | Youssoufia   |
| 4 mars | MS Rabat           | 5-0      | Âalam PL      | Rabat        |
| 4 mars | CA Khénifra        | 6-1      | CS Azrou      | Azrou        |
| 4 mars | DL Tanger          | 5-1      | Hilal SB      | Berkane      |
| 4 mars | Majd CAM           | forfait  | Difaâ BM      | Casablanca   |
| 4 mars | USM Berkane        | 4-0      | AS El Aïoun   | El Aïoun     |
| 4 mars | US Béni Mellal     | 7-1      | US Boujniba   | Béni Mellal  |
| 4 mars | ASMJ Rabat         | 3-2      | US Khémisset  | Khémisset    |
| 4 mars | ASF Oujda          | 3-1      | Kawkab OS     | Oujda        |

### Seizième de finale
| Date    | Équipe 1           | Résultat | Équipe 2          | Lieu         |
| ------- | ------------------ | -------- | ----------------- | ------------ |
| 11 mars | US Fès             | 3-0      | Rachad CM         | Fès          |
| 11 mars | MA Tanger          | 2-0      | HUS Agadir        | Tanger       |
| 11 mars | ASCO Marocain      | 1-1      | USD Meknès        | Meknès       |
| 11 mars | Wydad AC           | 3-2      | OC Youssoufia     | Youssoufia   |
| 11 mars | MS Rabat           | 6-1      | CA Khénifra       | Khénifra     |
| 11 mars | DL Tanger          | 3-2      | Majd CAM          | Casablanca   |
| 11 mars | CS Marocain        | 3-0      | OJ Ouezzane       | Ouezzane     |
| 11 mars | AS Travaux Publics | 2-1      | US Marocaine      | Meknès       |
| 11 mars | Rabita EIP         | 1-0      | MC Oujda          | Port-lyautey |
| 11 mars | Racing AC          | 1-0      | US Béni Mellal    | Béni Mellal  |
| 11 mars | Tihad AS           | 4-1      | ASF Oujda         | Casablanca   |
| 11 mars | US Safi            | 4-2      | ASMJ Rabat        | Safi         |
| 11 mars | KAC Marrakech      | 2-1      | Fath US           | Marrakech    |
| 11 mars | DH Mazagan         | 4-0      | SCC Roches Noires | Mazagan      |
| 11 mars | USM Berkane        | 3-1      | Rajah             | Berkane      |
| 11 mars | Maghreb AS         | 2-1      | QI Casablanca     | Fès          |

### Huitième de finale
| Date    | Équipe 1           | Résultat | Équipe 2      | Lieu         |
| ------- | ------------------ | -------- | ------------- | ------------ |
| 18 mars | MA Tanger          | 2-1      | DL Tanger     | Tanger       |
| 18 mars | Wydad AC           | 3-1      | MS Rabat      | Rabat        |
| 18 mars | US Fès             | forfait  | CS Marocain   | Fès          |
| 18 mars | ASCO Marocain      | 1-1      | Tihad AS      | Casablanca   |
| 18 mars | AS Travaux Publics | 2-0      | KAC Marrakech | Meknès       |
| 18 mars | Rabita EIP         | 0-0 ap   | Racing AC     | Port-lyautey |
| 18 mars | DH Mazagan         | 3-1      | USM Berkane   | Mazagan      |
| 18 mars | Maghreb AS         | 4-2      | US Safi       | Safi         |

### Quarts de finale
| Date    | Équipe 1           | Résultat | Équipe 2   | Lieu         |
| ------- | ------------------ | -------- | ---------- | ------------ |
| 25 mars | ASCO Marocain      | 4-0      | US Fès     | Rabat        |
| 25 mars | Wydad AC           | 1-0      | MA Tanger  | Tanger       |
| 25 mars | AS Travaux Publics | 3-3 ap   | Maghreb AS | Meknès       |
| 25 mars | Rabita EIP         | 3-2      | DH Mazagan | Port-lyautey |

### Demi-finales
| Date      | Équipe 1           | Résultat | Équipe 2      | Lieu  |
| --------- | ------------------ | -------- | ------------- | ----- |
| 1er avril | AS Travaux Publics | bat      | ASCO Marocain | Rabat |
| 1er avril | Wydad AC           | bat      | Rabita EIP    | Rabat |

### Finale
| Date    | Équipe 1 | Résultat | Équipe 2           | Lieu  |
| ------- | -------- | -------- | ------------------ | ----- |
| 7 avril | Wydad AC | 2 - 0    | AS Travaux Publics | Rabat |

La finale oppose les vainqueurs des demi-finales, le Wydad Athletic Club (champion du Maroc en titre de la Division Honneur), face au AS Travaux Publics (champion du Maroc en titre de la Division Corporatif), le 7 avril 1956 au stade Belvédère à Rabat, devant 15 000 spectateurs.
Le WAC enlève la coupe au déterminant de l'ASTP, les buts furent marqués en seconde mi-temps par les internationaux marocains Belhassan et Bettache sur le score de 2 buts à 0. L'ASTP n'a pas dût à égalisé en 2e mi-temps. Match arbitré par feu monsieur Boubker Lazrak. Les formations sont les suivantes :
- WAC :  Rifki, Messaoud, Tibari, Mayet, Lahbib, Kadmiri, Bettache, Belhassan, Chtouki, Zhar, Gomez.
  - Ent :  Mohamed Masson
- ASTP :  ?, ?, ?, ?, ?, ? ?, ?, ?, ?, ?, ?.
  - Ent :  ?

## Récompenses accordées
- Coupe du meilleur buteur : feu Bettache du Wydad AC  7 buts (1.000 dirhams)
- Coupe du meilleur joueur : Mohamed Chtouki du Wydad AC  (1.000 dirhams)
- Coupe du meilleur gardien de but : Mohammed Rifki du Wydad AC  (1.000 dirhams)
- Coupe du fair play : AS Travaux Publics